# Regelbau R514

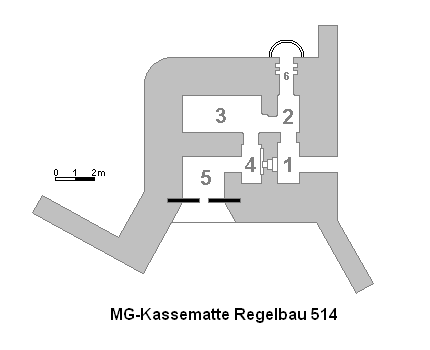
Plan d'une casemate de type Regelbau 514.

La casemate de type Regelbau R514 est une casemate répondant au standard Regelbau. Sa mission est de servir d'abri à une mitrailleuse.

## Architecture
La casemate dispose de murs extérieurs en béton armé d’une épaisseur de 2 mètres. 
Le couloir d’entrée a été placé dans le mur arrière de l’abri. L’entrée du couloir était protégée par une porte 491P2. Dans l’axe du couloir, il y a un champ de tir de défense directe. Pour cela, la construction originale fournissait la plaque d’acier 422P0. 
Les plafonds sont renforcés par des profilés en acier. Ce type de protection visait à protéger l’équipage contre les copeaux de béton survenant lors d’un impact direct d’un obus de gros calibre sur le toit de la casemate.
L’équipement de base de la salle de l’équipage se composait de lits superposés, d’armoires suspendues, d’une table et de tabourets pliants. Un four étanche au gaz de la série WT 80 pourrait être utilisé pour chauffer la pièce.
La porte étanche au gaz 19P7 donnant sur la salle de l’observateur et le sas à gaz assuraient l’étanchéité à l’air de la pièce.

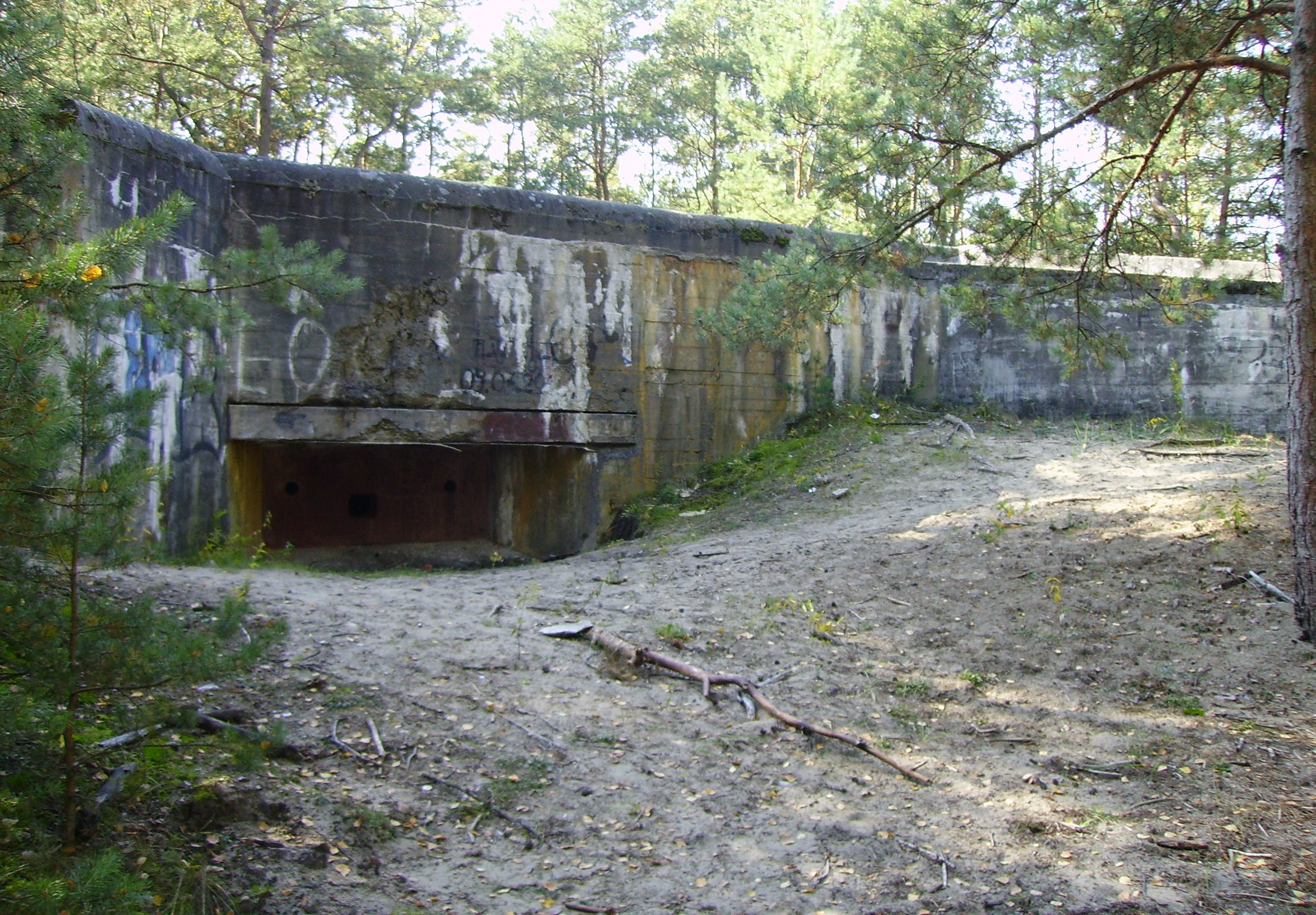
Vue extérieure d'une casemate de type Regelbau 514 dans la banlieue de Varsovie.

Elle est ventilée par un filtre HES 1.2. L’air était aspiré par deux prises d’air, situées symétriquement sur la façade arrière par rapport au couloir d’entrée. Lors de l’utilisation d’un ventilateur pour aérer les pièces sans avoir besoin de filtrer l’air, l’efficacité a augmenté à 1,8 m3/Min . L’appareil avait un entraînement manuel ou électrique. Une surpression constante était maintenue dans la pièce. L’échange d’air rapide était assuré par deux tuyaux avec des entrées protégées par des soupapes de surpression. Ils ont permis à l’air de circuler dans une seule direction lorsqu’ils atteignaient une surpression spécifique dans la pièce. Le premier conduit fournissait de l’air à la chambre de l’observateur et le second envoyait de l’air directement au sas à gaz pour une ventilation constante.
Elle ne dispose pas de sortie de secours en cas de blocage de la porte étanche aux gaz 434P01.

## Exemplaires
Plusieurs exemplaires sont présents en Pologne.